# Šarišské Dravce
Šarišské Dravce este o comună slovacă, aflată în districtul Sabinov din regiunea Prešov. Localitatea se află la altitudinea de 467 m deasupra n.m., se întinde pe o suprafață de 9,93 km2 și în 2017 număra 1.182 de locuitori.

## Istoric
Localitatea Šarišské Dravce este atestată documentar din 1295.

## Demografie
| An:                | 1994 | 2004   | 2014   | 2024   |
| ------------------ | ---- | ------ | ------ | ------ |
| Număr de persoane: | 1210 | 1244   | 1224   | 1245   |
| Diferență:         |      | +2,80% | −1,60% | +1,71% |

| An:                | 2023 | 2024   |
| ------------------ | ---- | ------ |
| Număr de persoane: | 1237 | 1245   |
| Diferență:         |      | +0,64% |